# Ileša
Ileša, Velká Ileša nebo Iljaša (rusky Илеша, Большая Илеша nebo Иляша) je řeka v Archangelské oblasti v Rusku. Je 204 km dlouhá. Povodí má rozlohu 2250 km².

## Průběh toku
Je to pravý přítok Piněgy.

## Vodní stav
Zdroj vody je smíšený s převahou sněhového.